# Arvajchér
Arvajchér (mongolsky Арвайхээр) je město v Mongolsku, žije v něm 24 200 obyvatel. Leží v geografickém středu země 430 km jihozápadně od Ulánbátaru a je hlavním městem Jihochangajského ajmagu.
Město má na mongolské poměry mírné podnebí a je centrem zemědělské oblasti, významný je chov koní, každoročně se zde koná velká jezdecká slavnost. Do roku 1990 byla v Arvajchéru umístěna posádka Sovětské armády. S tím souvisí rozvinutá infrastruktura a množství moderních staveb, ve městě se nachází nemocnice, sportovní hala, školy, hotely a množství obchodů. Nedaleko města je letiště s nezpevněnou rozjezdovou dráhou, do Ulánbátáru vede jedna z mála asfaltových silnic v zemi. Významnou památkou je klášter Gandan Muntsaglan Khiid, zničený v roce 1937 a obnovený po pádu komunistického režimu. Je zde také muzeum, vystavující fosílie nalezené v okolí.